# Messinella
Messinella is een geslacht van uitgestorven kreeftachtigen uit de klasse van de Ostracoda (mosselkreeftjes).

## Soorten
- Messinella guanajayensis (Bold, 1946) Bold, 1969 †
- Messinella jamaicensis Bold, 1969 †